# 페루비스카차
페루비스카차 또는 북부비스카차(Lagidium peruanum)는 친칠라과에 속하는 설치류의 일종이다. 해발 300m와 5000m 높이의 페루와 칠레에서 알려져 있으며, 볼리비아에서도 서식하는 것으로 추정된다.

## 특징
북부비스카차는 머리부터 몸까지 몸길이가 약 300~450mm까지 성장하며, 거의 몸길이 정도의 덤불같은 꼬리는 소용돌이처럼 휘어져 있다. 다 자라면 몸무게가 900g과 1600g 사이이다. 긴 귀는 털로 덮여 있고, 몸의 털은 무성하고 부드럽지만 꼬리의 털은 조악하다. 등 쪽의 상체 표면은 낮은 고도의 진한 회색부터 높은 지역의 갈색까지 띤다. 복부 쪽은 크림색 또는 연한 회색이며, 꼬리 끝은 불그스레한 갈색 또는 검은색을 띤다.

## 분포 및 서식지
북부비스카차는 페루 중부와 남부 그리고 칠레 북부의 토착종이며, 페루와 볼리비아에 걸쳐 있는 티티카카호 주변 지역에서 발견될 수도 있다. 해발 300~5000m 지역에서 서식한다. 바위의 암벽 틈에 둥지를 만들고, 살기에 적당한 노두가 드러나 있는 다양한 서식지에서 발견된다. 대부분의 개체군이 수목 한계선과 설선 사이에서 발견되지만, 분포 지역이 군데군데 떨어져 있으며 일부 지역에서 흔하게 발견되고 어떤 지역에서는 발견되지 않지만 서식지는 동등하게 적당하게 보인다.

## 습성
북부비스카차는 초식성 동물로 풀과 뿌리 그리고 씨앗 등 다양한 식물을 먹는다. 보통 10월과 11월 사이에 번식을 한다. 보통 약 140일의 임신 기간을 거친 후에 한 번에 한 마리의 새끼를 낳는다. 새끼는 약 8주 후에 젖을 뗀다. 북부비스카차의 포식자는 높은 고도의 사막 지역에 서식하는 안데스산고양이와 콜로콜로, 쿨페오이다. 북부비스카차는 절벽의 크고 가파른 부분에서 더 자주 발견된다. 이와 같은 곳은 포식자를 피하기 위한 것으로 추정되며, 가파른 경사면에서 육식동물을 더 쉽게 피할 수 있기 때문이다. 바위가 하늘과 육상의 포식자들로부터 도망치기 위한 방법을 제공하기 때문에 바위에서 멀리 벗어나는 것은 드물다.

## 보전 상태
북부비스카차는 분포 범위 안의 적당한 서식지에서 흔하게 발견된다. 개체군 크기는 비교적 안정적이지만, 현지에서 식용으로 사냥이 되며, 다른 특별한 위협 요인이 없기 때문에 국제 자연 보전 연맹(IUCN)이 IUCN 적색 목록에서 "관심대상종"으로 지정하고 있다.